# كارلوس مارتينيز
كارلوس مارتينيز (بالإسبانية: Carlos Martínez Díez) (9 أبريل 1986 إسبانيا - ) هو لاعب كرة قدم إسباني يلعب كمدافع.

## روابط خارجية
- كارلوس مارتينيز على موقع الاتحاد الأوربي (الإنجليزية)
- كارلوس مارتينيز على موقع قاعدة بيانات كرة القدم.إي يو (الإنجليزية)
- كارلوس مارتينيز على موقع Soccerway.com (الإنجليزية)
- كارلوس مارتينيز على موقع AS.com (الإسبانية)